# Catocala chiquita
Catocala chiquita là một loài bướm đêm trong họ Erebidae.